# Province de Franz Tamayo
Pour les articles homonymes, voir Tamayo.
Franz Tamayo est une province du département de La Paz, en Bolivie.

## Divisions administratives
La province de Franz Tamayo est divisée en deux municipalités qui sont divisées en neuf cantons.
- Apolo
- Pelechuco